# Second Sighting
Second Sighting è il secondo album in studio dei Frehley's Comet, pubblicato nel 1988 per l'etichetta discografica Megaforce Records.

## Tracce
1. Insane (Frehley, Moore) 3:45
2. Time Ain't Runnin' Out (Howarth) 3:52
3. Dancin' With Danger (Frehley, Strum, Proffer, Streetheart) 3:25 (Streetheart Cover)
4. It's Over Now (Howarth) 4:39
5. Loser in a Fight (Howarth, Regan) 4:33
6. Juvenile Delinquent (Frehley) 5:13
7. Fallen Angel (Howarth) 3:44
8. Separate (Frehley, Regan) 4:56
9. New Kind of Lover (Howarth) 3:14
10. The Acorn Is Spinning (strumentale) (Frehley, Regan) 4:50

## Formazione
- Ace Frehley - voce, chitarra
- Tod Howarth - chitarra, tastiere, voce
- John Regan - basso, cori
- Jamie Oldaker - batteria, percussioni